# Extincție în masă

Graficul albastru prezintă procentajul aparent (nu numărul absolut) de genuri de animale marine pe cale de dispariție în timpul unui interval de timp dat. Nu reprezintă toate speciile marine, doar speciile marine fosilizate.

Extincția în masă este o scădere pe scară largă și rapidă a biodiversității pe Pământ. Un astfel de eveniment este identificat de o schimbare accentuată a diversității și a abundenței organismelor multicelulare. Apare atunci când rata de extincție crește în raport cu rata de speciație. Deoarece majoritatea diversității și a biomasei de pe Pământ este microbiană, fiind astfel dificil de măsurat, extincția în masă a unei specii are un efect redus asupra diversității totale și abundenței vieții, dar rar afectează componenta ușor observabilă a biosferei.
Extincția are loc într-o rată neuniformă. Pe baza înregistrărilor fosile, rata de fond a extincțiilor de pe Terra este de aproximativ două până la cinci familii taxonomice de animale marine la fiecare milion de ani. Fosilele marine sunt utilizate în principal pentru a măsura ratele de dispariție datorită numărului superior de înregistrări fosile și a intervalului stratigrafic comparativ cu cel al animalelor terestre.
De la explozia cambriană, cinci extincții masive majore au depășit în mod semnificativ rata de fond a extincțiilor. Cea mai recentă și mai bine cunoscută extincție în masă este Extincția Cretacic-Paleogen, care a avut loc acum aproximativ 66 de milioane de ani, și care a dus la dispariția dinozaurilor. În plus față de cele cinci extincții majore în masă, există și numeroase extincții minore și extincția în desfășurare cauzată de activitatea umană, care este uneori numită cea de-a șasea extincție. Extincțiile în masă par a fi un fenomen predominant fanerozoic, cu rate mici de dispariței înainte de apariția unor organisme complexe mari.
Estimările numărului de extincții masive majore din ultimii 540 de milioane de ani variază de la cinci la peste douăzeci. Aceste diferențe decurg din pragul ales pentru a descrie o extincție în masă drept "majoră" și datele alese pentru a măsura diversitatea trecută.

## Extincții majore

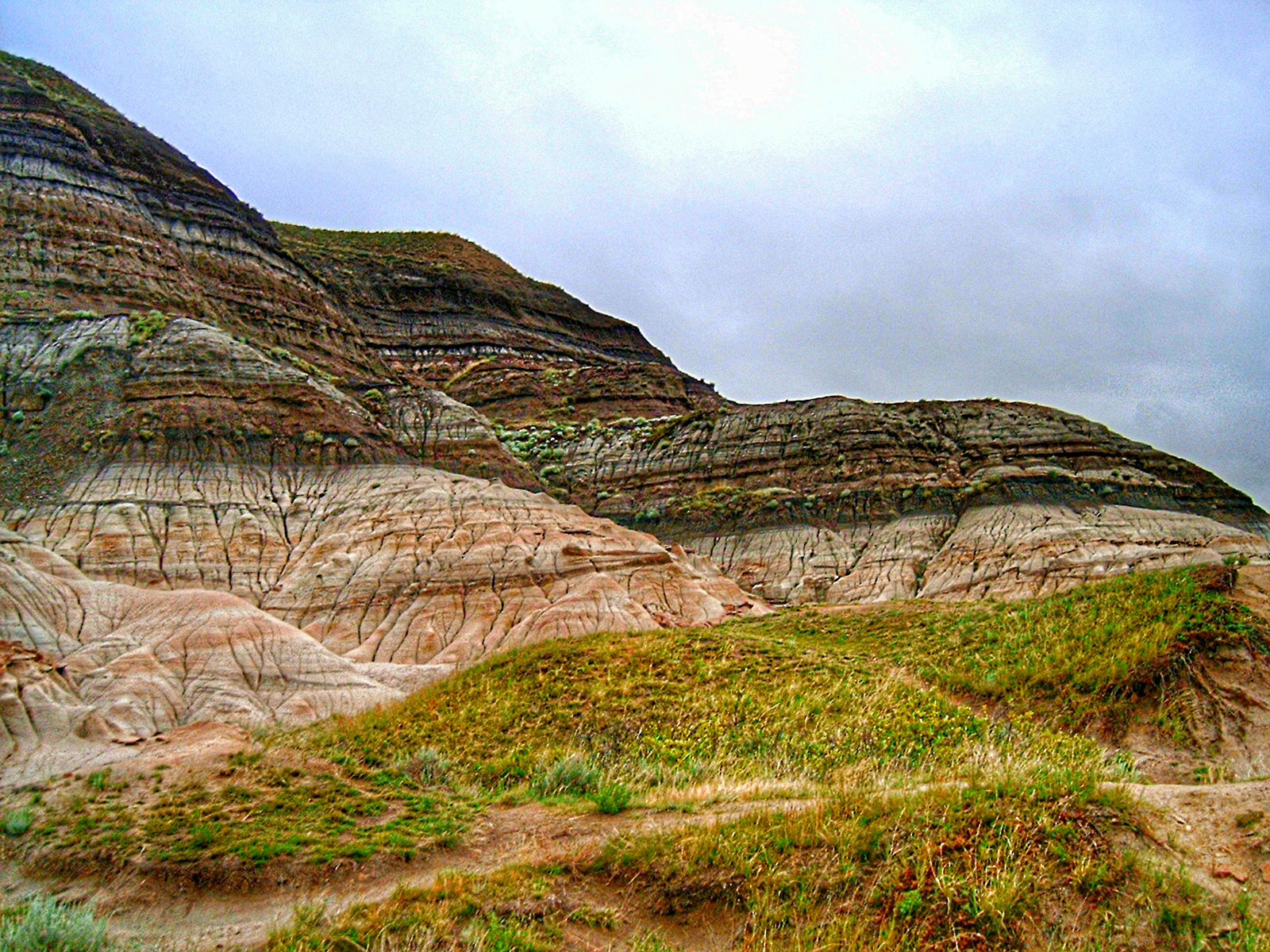
Badlands lângă Drumheller, Alberta, unde eroziunea a expus granița Cretacic–Paleogen

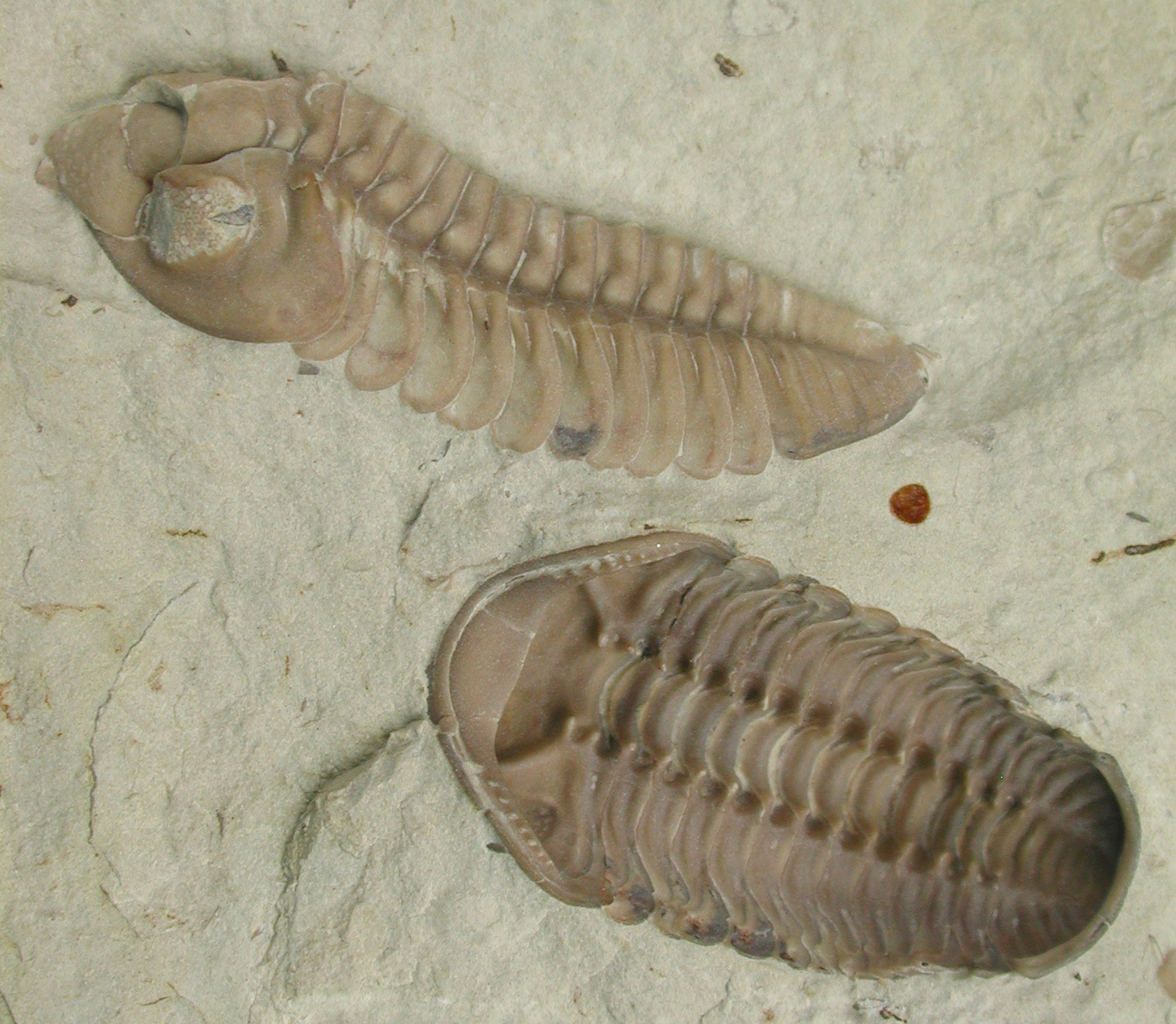
Trilobiții au fost animale marine de mare succes până la Extincția Permian-Triasic când au dispărut toți

Într-o lucrare de referință publicată în 1982, Jack Sepkoski și David M. Raup au identificat cinci extincții în masă. Inițial, ele au fost identificate ca valori extreme pentru o tendință generală de scădere a ratelor de extincție în timpul Faneozoicului, dar, pe măsură ce au fost aplicate teste statistice mai stricte asupra datelor acumulate, s-a stabilit că viața multicelulară a animalelor a experimentat cinci mari extincții în masă și multe altele minore.
1. Extincția Ordovician–Silurian (Sfârșitul Ordovicianului sau O–S): acum 450–440 milioane de ani la tranziția Ordovician-Silurian. Au avut loc două evenimente care au ucis 27% din toate familiile, 57% din toate genurile și 60% până la 70% din toate speciile.[7] Împreună, ele sunt clasate de mulți oameni de știință ca a doua mare extincție (din cele cinci) din istoria Terrei în ceea ce privește procentul de genuri care au dispărut.
2. Extincția din Devonian: acum 375–360 milioane de ani aproape de tranziția Devonian-Carbonifer. În ultima parte a perioadei Devonian, o serie prelungită de extincții au eliminat circa 19% din toate familiile, 50% din toate genurile[7] și cel puțin 70% din toate speciile.[8] Această extincție a durat probabil 20 de milioane de ani și există dovezi pentru o serie de pulsații de extincție în această perioadă.
3. Extincția Permian–Triasic (Sfârșitul Permianului): acum 252 milioane de ani la tranziția Permian- Triasic.[9] A fost cea mai mare extincție din istoria Terrei, care a ucis  57% din toate familiile, 83% din toate genurile și 90% până la 96% din toate speciile[7] (53% din familiile marine, 84% din speciile marine, aproximativ 96% din toate speciile marine și 70% din speciile de uscat,[2] inclusiv insectele.[10] Arthropodul marin de mare succes, trilobitul, a dispărut. Dovezile cu privire la plante sunt mai puțin clare, însă un nou taxon a devenit dominat după extincție.[11] "Marea Moarte" a avut o semnificație enormă de evoluție: pe uscat, a pus capăt supremației reptilelor. Recuperarea vertebratelor a durat 30 de milioane de ani,[12] iar nișele vacante au creat oportunitatea ca archosaurii să devină ascendenți. În mări, procentul animalelor care nu posedau mijloace de auto-locomoție a scăzut de la 67% la 50%. Întregul Permian târziu a fost un moment dificil, cel puțin pentru viața marină, chiar înainte de "Marea Moarte".
4. Extincția Triasic–Jurasic (Sfârșitul Triasicului): acum 201,3 milioane de ani la tranziția Triasic-Jurasic. Aproximativ 23% din toate familiile, 48% din toate genurile (20% din familii marine și 55% din genurile marine) și 70% până la 75% din toate speciile au dispărut.[7] Cei mai mulți archosauri non-dinozauri, majoritatea terapsidelor și majoritatea amfibienilor mari au fost eliminați, lăsând dinozaurii cu o mică concurență terestră. Arhozaurii non-dinozauri au continuat să domine mediile acvatice, în timp ce diapsidele non-archosaurian au continuat să domine mediile marine. Familia Temnospondyl de amfibieni mari a supraviețuit până în Cretacic în Australia (de exemplu, Koolasuchus).
5. Extincția Cretacic-Paleogen (Sfârșitul Cretacicului): acum 66 de milioane de ani în intervalul de tranziție Cretacic (Maastrichtian) - Paleogen (Danian).[13] Anterior, extincția a fost numită "Extincția Cretacic-Terțiar" sau "Extincția K-T" însă acum este denumită în mod oficial Extincția Cretacic-Paleogen (sau K-Pg). Aproximativ 17% din toate familiile, 50% din toate genurile[7] și 75% din toate speciile au dispărut.[14] În mări au dispărut toți amoniții, plesiozaurii și mosasauridele, iar procentul animalelor care nu posedau mijloace de auto-locomoție a fost redus la aproximativ 33%. Toți dinozaurii non-aviari au dispărut în această perioadă.[15] Mamiferele și păsările (care au descins din dinozauri Theropoda) au apărut ca mari animale de uscat. Intre cretacic și paleogen există peste tot în lume un strat subțire argilos reper, de câțiva centimetri, foarte bogat în iridiu, format în urma depunerii de praf produs de impactul asteroidului, acum 66 milioane de ani.

## Cauze probabile
Există în continuare dezbateri despre cauzele extincțiilor în masă. În general, se pot produce extincții mari atunci când o biosferă sub un stres de lungă durată suferă un șoc pe termen scurt. O bună teorie pentru o extincție în masă ar trebui: (i) să explice toate pierderile, nu doar să se concentreze pe câteva grupuri (cum ar fi dinozauri); (ii) să explice de ce au dispărut anumite grupuri de organisme și de ce au supraviețuit altele; (iii) să ofere mecanisme suficient de puternice pentru a provoca o extincție în masă, dar nu o extincție totală; (iv) să se bazeze pe evenimente sau procese care se pot dovedi că s-au întâmplat, nu doar deduse din extincție.
Au fost propuse trei tipuri principale de cauze care explică extincțiile masive: 1) biologice (sărăcirea genetică, presiunea prădătorilor); 2) terestre (vulcanism, schimbări climatice, eustatisme); 3) extra-terestre (impact astronomic, radiație cosmică, ipoteza Nemesis, ipoteza Shiva). Aceste cauze pot fi combinate, iar noi teorii sunt propuse periodic, provocând multe dezbateri.

### Vulcanism

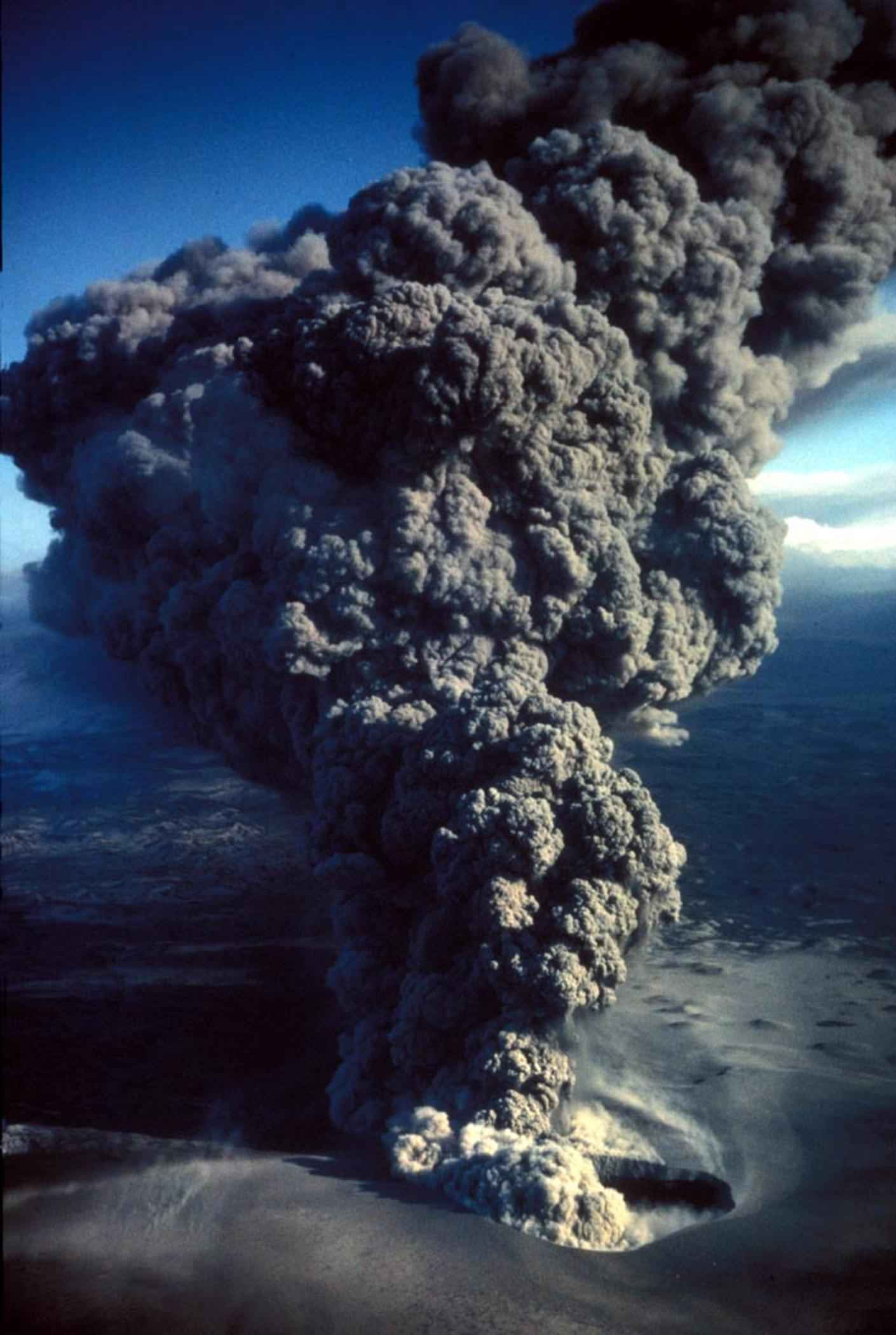
Erupție vulcanică

Teoria vulcanică presupune perioade de fenomene vulcanice intense de-a lungul faliilor continentale, care includ erupții cutanate suficient de puternice pentru a trimite miliarde de tone de rocă pe orbita joasă și acidificarea oceanelor. Această teorie ar explica periodicitatea extincțiilor masive, precum și coincidența aparentă a unor astfel de evenimente cu un vulcanism intens și urmele impactelor cu meteoriți.
O altă teorie implică o variație a chemoclinelor ca urmare a încălzirii globale a planetei, indusă de eliberarea semnificativă a dioxidului de carbon în timpul unei faze de vulcanism intens. Pe măsură ce chemoclina atinge suprafața oceanică, cantități mari de hidrogen sulfurat toxic sunt eliberate în atmosferă. Nori ai acestui gaz pot ucide plantele și animalele direct (sau indirect prin distrugerea stratului de ozon). Acest proces ar putea explica extincțiile de la sfârșitul Permianului și de la sfârșitul Triasicului. Biomarkerii găsiți în sedimentele din aceste vremuri arată că bacteriile consumatoare de sulfură de hidrogen au proliferat în toate oceanele.

### Schimbările climatice
Răcirea globală susținută și semnificativă ar putea ucide multe specii polare și temperate și ar forța pe alții să migreze către ecuator; reducerea suprafeței disponibile pentru speciile tropicale; climatul Pământului devine deseori mai arid decât media, în principal prin blocarea unei cantități mai mari de apă în gheață și zăpadă. Se crede că ciclurile de glaciațiune ale ultimei epoci de gheață (sfârșitul Cenozoicului) nu au avut decât un impact foarte mic asupra biodiversității, astfel încât simpla existență a unei răciri semnificative nu este suficientă pentru a explica o extincție în masă. 
S-a sugerat că răcirea globală a cauzat sau a contribuit la Extincțiile Ordovician–Silurian, Permian-Triasic, Devonian și, eventual, la altele. 
Încălzirea globală ar avea efecte opuse: extinderea zonei disponibile pentru speciile tropicale; uciderea speciilor temperate sau migrarea lor către poli; poate provoca extincții severe ale speciilor polare; adesea fac climatul Pământului mai umed decât media, în principal prin topirea gheții și a zăpezii crescând astfel volumul ciclului apei.
Mai multe studii recente susțin că încălzirea globală este o cauză a extincției în masă. Cel mai dramatic exemplu al încălzirii susținute este maximul termic din Paleocen-Eocen, care a fost asociat cu una dintre cele mai mici extincții în masă. S-a sugerat că încălzirea globală a cauzat Extincția din Triasic-Jurasic, în timpul căreia 20% din toate familiile marine au dispărut. De asemenea, s-a susținut că Extincția Permian-Triasic  fost cauzat de încălzire.

### Cauze extra-terestre

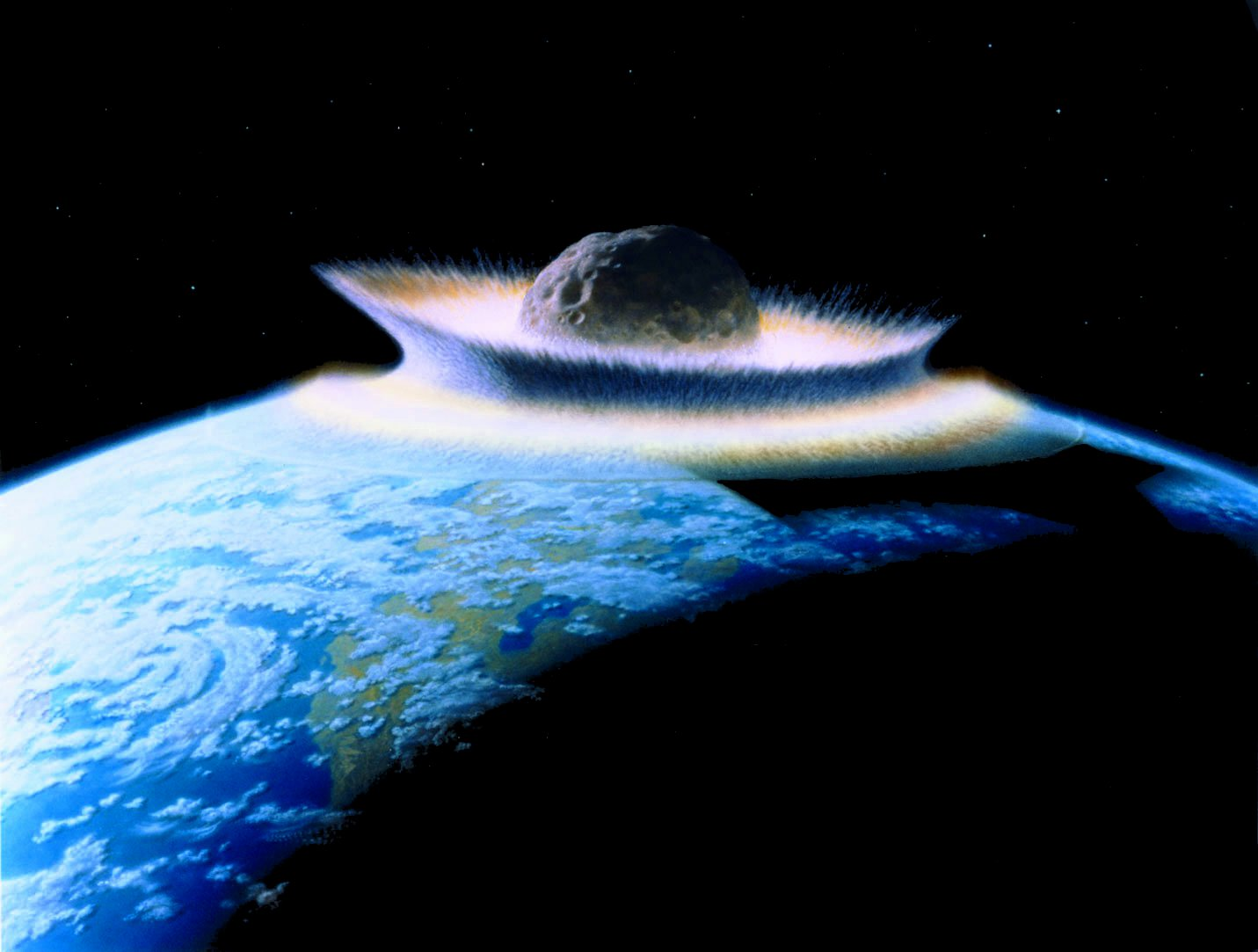
Reprezentare artistică a unui impact major

În 2008, cercetătorii de la Universitatea din Cardiff au apreciat că Calea Lactee ar putea fi responsabilă pentru cele cinci extincții majore din trecut. Conform acestei teorii, la fiecare 35-40 de milioane de ani, sistemul solar traversează planul galactic, caracterizat printr-o densitate mare de gaz și praf. Pe măsură ce trece, forțele gravitaționale ale norilor de gaze și de praf înconjurătoare schimbă traiectoria cometelor; unele dintre acestea, în noua lor traiectorie, se ciocnesc cu Terra. Conform autorilor, această ipoteză corespunde cu observarea craterelor de pe Pământ, care sugerează un număr mai mare de coliziuni la fiecare aproximativ 36 de milioane de ani.
În 2014, o altă ipoteză a fost avansată de doi fizicieni teoreticieni: un "disc subțire" alcătuit dintr-o formă de materie întunecată ar putea periodic (la fiecare 35 de milioane de ani), traversa întreaga galaxie și induce o ploaie catastrofică de meteoriți. Soarele în timpul mișcării turbionare a brațului galaxiei în jurul centrului galactic se deplasează sinuos în sus și în jos, astfel, traversează periodic planul care taie galaxia în partea superioară și partea inferioară. Există un consens că materia întunecată nu interacționează foarte mult cu materia, dar autorii sugerează că o mică parte din materia întunecată s-ar putea comporta foarte diferit. În 2014, autorii au publicat o „teorie a materiei întunecate disipative“ pentru a încerca să explice semnalele sugestive de materie întunecată în centrul galaxiei, identificate de telescopul "Fermi Gamma-ray Space". Modelul lor este acela al unui "disc întunecat" gros de aproximativ 35 de ani lumină, suficient de dens pentru a declanșa ploi periodice de comete. Dacă acest "disc neagru" există, ar putea fi testat prin observații astronomice (de exemplu datorită datelor așteptate de la misiunea Gaia a Agenției Spațiale Europene, care trebuie să cartografieze câmpul gravitațional al galaxiei). Între timp, această explicație rămâne speculativă.

## Viitoarea extincție a biosferei
Încălzirea și extinderea Soarelui, combinată cu eventuala scădere a dioxidului de carbon atmosferic, ar putea cauza o extincție în masă și mai mare, având potențialul de a distruge chiar și microbii (cu alte cuvinte, Terra va fi complet sterilizată). În următorii 1,1 miliarde de ani, luminozitatea solară va crește cu 10%, iar în următorii 3,5 miliarde cu 40%. Temperatura de suprafață în creștere a Pământului va accelera ciclul carbon, reducând concentrația de  CO2 la niveluri letal de scăzute pentru plante, în aproximativ 500-900 milioane de ani. Lipsa vegetației va duce la scăderea oxigenului în atmosferă, făcând imposibilă viața animalelor. Pământul va suferi un efect de seră umedă, ceea ce va duce la o fierbere a oceanelor, în timp ce lichidul miezului exterior se răcește din cauza extinderii miezului interior și determină închiderea câmpului magnetic al Pământului. În absența unui câmp magnetic, particulele încărcate de la Soare vor epuiza atmosfera și vor crește mai mult temperatura Pământului la o medie de 147 °C în 2,8 miliarde de ani, ducând la dispariția vieții pe Terra. Aceasta este o situație extremă a unei extincții cauzată de schimbările climatice.

## Revenirea după o extincție în masă
În general, biodiversitatea se recuperează între 5 și 10 milioane de ani după o extincție în masă. În cele mai severe extincții în masă recuperarea poate dura între 15 și 30 de milioane de ani.
Cea mai mare extincție din istoria Terrei, Extincția Permian-Triasic, a devastat viața pe pământ, ucidând peste 90% din specii. Au reușit să supraviețuiască un număr mic de specii, cunoscute sub numele de "taxoni dezastru",  și se crede că a durat aproape opt milioane de ani pentru recuperarea ecosistemelor. Cele mai recente cercetări indică faptul că animalele specializate care au format ecosisteme complexe, cu o biodiversitate ridicată, o rețea alimentară complexă și o varietate de nișe, au avut nevoie de mult mai mult timp să se recupereze. Se crede că această recuperare lungă se datorează unor valuri de dispariție succesive care au împiedicat recuperarea, precum și un stres de mediu prelungit, care a continuat în Triasicul timpuriu. Cercetările recente indică faptul că recuperarea nu a început până în Triasicul Mijlociu, la 4-6 milioane după extincție; unii autori estimează că recuperarea a fost finalizată abia la 30 de milioane de ani după extincția P-T, adică în Triasicul Târziu. Ca urmare a Extincției P-T, speciile au ocupat un interval mai mic, pregătind scena pentru o eventuală rediversificare.
Efectele extincțiilor în masă asupra plantelor sunt mai greu de cuantificat. Unele extincții în masă (cum ar fi cea de la sfârșitul Permianului) au fost la fel de catastrofale pentru plante, în timp ce altele, cum ar fi cea de la sfârșitul Devonianului, nu au afectat flora.